# レッスルマニアIV
レッスルマニアIV（レッスルマニアフォー、WrestleMania IV）は、1988年3月27日にアメリカ合衆国のプロレス団体WWE（当時はWWF）が開催した年間最大の興行およびPPVの名称である。

## 概要
- 本大会では、空位となっていたWWF世界ヘビー級王座の決定トーナメントが行われた。
- これまでレッスルマニアすべてのメイン戦に出場していたハルク・ホーガンであったが、トーナメント戦途中において引き分けにより退場したため、初めてホーガンの出場しないレッスルマニアメイン戦となった。

- オープニングではグラディス・ナイトが "美しきアメリカ" を独唱。

## 結果
- インビテーショナル・バトルロイヤル -Invitational Battle Royal-

優勝者 バッド・ニュース・ブラウン
以下参加者一覧
バッド・ニュース・ブラウン、ブレット・ハート、ジム・ナイドハート、ポール・ローマ、 ジム・パワーズ、シカ、ダニー・デービス、ジム・ブランゼル、ブライアン・ブレアー、サム・ヒューストン、レイモンド・ルージョー、ジャック・ルージョー、ケン・パテラ、"アウトロー" ロン・バス、ジャンクヤード・ドッグ、ニコライ・ボルコフ、ボリス・ズーコフ、ヒルビリー・ジム、ハーリー・レイス、ジョージ "ジ・アニマル" スティール
- ○アルティメット・ウォリアー vs ハーキュリーズ●

- WWFインターコンチネンタル王座戦 -WWF Intercontinental Championship-

●ホンキー・トンク・マン (c) vs ブルータス "ザ・バーバー" ビーフケーキ○
- ○アイランダーズ (ハク&タマ（英語版）) &ボビー "ザ・ブレイン" ヒーナン vs ブリティッシュ・ブルドッグス (ダイナマイト・キッド&デイビーボーイ・スミス) &ココ・B・ウェア●

- WWFタッグ王座戦 -WWF Tag Team Championship-

●ストライク・フォース (ティト・サンタナ&リック・マーテル) (c) vs デモリッション (アックス&スマッシュ) (w / ミスター・フジ)○
- WWF世界ヘビー級王座決定トーナメント -Tournament Match for the vacant WWF Championship-

トーナメント1回戦
○テッド・デビアス vs ジム・ドゥガン●
○ドン・ムラコ vs ディノ・ブラボー●
○グレッグ・バレンタイン vs リッキー・スティムボート●
○ランディ・サベージ vs ブッチ・リード●
○ワンマン・ギャング vs バンバン・ビガロ●
△ジェイク・ロバーツ vs リック・ルード△
トーナメント2回戦
△ハルク・ホーガン vs アンドレ・ザ・ジャイアント△
○テッド・デビアス vs ドン・ムラコ●
○ランディ・サベージ vs グレッグ・バレンタイン●
準決勝
○ランディ・サベージ vs ワンマン・ギャング●
決勝戦
○ランディ・サベージ vs テッド・デビアス●
サベージが空位となっていたWWF世界ヘビー級王座獲得